# 石寺镇
石寺镇，是中华人民共和国河南省洛陽市新安县下辖的一个乡镇级行政单位。

## 行政区划
石寺镇下辖以下地区：
石寺村、磨五村、李村、芦家沟村、蒿子沟村、西沟村、孟庄村、谷堆村、高庄村、林岭村、窑院村、上灯村、下灯村、渠里村、贾沟村、西沙村、北岭村、胡岭村、畛河村、长城铝业公司洛阳铝矿社区和义煤集团新安煤矿社区。